# Imma campsigramma
Imma campsigramma är en fjärilsart som beskrevs av Edward Meyrick 1938. Imma campsigramma ingår i släktet Imma och familjen Immidae. Inga underarter finns listade i Catalogue of Life.